# Vallensbæk
Vallensbæk est une municipalité de la région de  Hovedstaden, dans l'Est de l'île de Sjælland, au Danemark. 
Il s'agit de la deuxième plus petite commune du Danemark (en surface) après Frederiksberg, couvrant  9,23 km2. En janvier 2020, elle comptait 16 633 habitants.
La ville est bordée par les communes de Brøndby à l'Est, d'Albertslund au Nord et de Høje-Taastrup et Ishøj à l'Ouest, et dispose au Sud d'une plage et d'un port de plaisance.